# Calocomus morosus
Calocomus morosus là một loài bọ cánh cứng trong họ Cerambycidae.